# Amsterdams Sociologisch Tijdschrift
Het Amsterdams Sociologisch Tijdschrift (AST) was gedurende haar bestaan van 1974 tot 2004 een toonaangevend vaktijdschrift in de Nederlandse sociale wetenschappen. 

## Geschiedenis
Het Amsterdams Sociologisch Tijdschrift werd in 1974 opgericht door een aantal studenten en docenten sociologie van de Universiteit van Amsterdam. De oprichting van het blad stond in het teken van de toen alom ervaren ‘crisis van de sociologie’, de onduidelijkheid en de hevige strijd over de theoretische grondslagen van het vak. Vooral in de eerste jaargangen werden hier tal van beschouwingen en debatten aan gewijd, waarbij met name veel aandacht werd besteed aan verschillende varianten van het marxisme. In latere jaargangen kregen onderzoeksartikelen over uiteenlopende onderwerpen een belangrijke plaats in het blad. 
Het AST groeide al snel uit tot een blad met landelijke bekendheid, dat ook onder buitenlandse sociologen aandacht trok. Tot en met 2004 verschenen vier nummers per jaar, waaronder een reeks boekafleveringen. In 2005 fuseerde het blad met de Sociologische Gids tot het nieuwe tijdschrift Sociologie (2005-2019), dat inmiddels weer is samengegaan met het Vlaamse Sociologos in het digitaal uitgegeven en via open access toegankelijke Tijdschrift Sociologie. 
Het AST ontwikkelde zich tot voornaam platform voor sociologen die een vergelijkend-historische benadering voorstaan. De sociologie werd daarbij opgevat als een brede maatschappijwetenschap die in nauwe verbinding staat met verwante vakgebieden, met name geschiedenis en culturele antropologie. In het bijzonder lieten veel auteurs zich inspireren door de figuratiesociologie van Norbert Elias. Er verschenen regelmatig artikelen over diens civilisatietheorie en uitwerkingen en toepassingen daarvan.
In november 2016 zijn de jaargangen 1974 - 2004 (jaargangen 1-31) van het AST full text en open access beschikbaar gemaakt.

## Redactie en medewerkers
Bekende redacteuren van het AST waren Nico Wilterdink, Bart van Heerikhuizen, Christien Brinkgreve, Dick Pels, Johan Heilbron en Giselinde Kuipers. Andere prominente Nederlandse sociologen die regelmatig aan het blad meewerkten waren Johan Goudsblom, Abram de Swaan, Cas Wouters, Jaap Dronkers, Jolande Withuis en Bart Tromp. Ook vooraanstaande buitenlandse sociologen leverden bijdragen, onder wie Norbert Elias, Immanuel Wallerstein en Randall Collins.   

## Organisatie en verwante bladen
De Universiteitsbibliotheek van Groningen heeft in samenwerking met de Nederlandse Sociologische Vereniging (NSV) een aantal tijdschriften gedigitaliseerd die als kern van de Nederlandse sociologie kunnen worden beschouwd. Het gaat daarbij om: Sociologische Gids, Amsterdams Sociologisch Tijdschrift, Mens en Maatschappij, Tijdschrift voor Arbeidsvraagstukken en Beleid en Maatschappij. In dit kader zijn alle jaargangen van het Amsterdams Sociologisch Tijdschrift (1-31, 1974-2004) full text en open access beschikbaar gemaakt. Jaargangen 1 (1974/75) t/m 8 (1981/82) verschenen onder de titel Amsterdams Sociologisch Tijdschrift (AST), van jaargang 9 (1982/83) t/m 14 verscheen het tijdschrift onder de titel Sociologisch Tijdschrift (ST) en vanaf jaargang 15 (1988/89) was de naam weer Amsterdams Sociologisch Tijdschrift. Uitgever van jrg. 4 nr. 2 tot en met jrg. 27 nr. 4 was Wolters-Noordhoff te Groningen. Vanaf jrg. 28 was de uitgever weer de Stichting Amsterdams Sociologisch Tijdschrift.

## Archief
Het archief van het AST, bevattende de notulen van redactievergaderingen, officiële stukken, notities van redacteuren en correspondentie, is ondergebracht in de Collectie Universiteitsgeschiedenis van de Universiteit van Amsterdam.    